# Kościół Matki Bożej Częstochowskiej w Sadlnie
Kościół Matki Bożej Częstochowskiej w Sadlnie – katolicki kościół filialny zlokalizowany we wsi Sadlno w gminie Trzebiatów, w powiecie gryfickim (województwo zachodniopomorskie). Jest filią parafii Niepokalanego Poczęcia Najświętszej Maryi Panny w Konarzewie.

## Historia i architektura
Kościół murowany jest z kamieni narzutowych, kostki granitowej i cegły. Najstarszą jego zachowaną częścią jest prezbiterium, pochodzące z XIII wieku. W jego wschodniej ścianie umieszczone są trzy neogotyckie, murowane z cegły okna, przypuszczalnie przemurowane z wcześniejszych znajdujących się w tym miejscu okien. Od strony północnej do prezbiterium dostawiona jest zakrystia. Późnogotyckie szczyty prezbiterium i zakrystii, murowane z cegły, ozdobione są blendami. W południowo-wschodnim narożniku, na poziomie 1. i 3. warstwy nad cokołem, umieszczone są symbole murarskie w formie szachownicy ułożonej z rombów.
W XV wieku do prezbiterium dobudowany został korpus główny, trójnawowy i trójprzęsłowy, z trzema ostrołukowymi oknami w ścianach bocznych. W 1622 roku do zachodniej elewacji kościoła dostawiono drewnianą wieżę, nakrytą barokowym hełmem. Wnętrze kościoła nakrywa sklepienie krzyżowo-żebrowe. Zachowało się neogotyckie wyposażenie: ołtarz, ambona, empora, organy, ławki. Obok wieży umieszczona jest kamienna czasza dawnej chrzcielnicy. Przy południowej ścianie nawy znajduje się kamień z rzeźbioną głową, przypuszczalnie mnicha w kapturze.
Po II wojnie światowej kościół został poświęcony jako świątynia katolicka w dniu 2 lutego 1946 roku.
Wokół kościoła znajduje się teren dawnego cmentarza, otoczony częściowo zachowanym kamiennym murem.